# Peacock (serviço de streaming)
Peacock é um serviço de streaming de vídeo sob demanda por assinatura americano da NBCUniversal, uma subsidiária da Comcast (proprietária da Universal Studios, um dos cinco maiores estúdios de cinema de Hollywood). Nomeado após o logotipo da NBC, o serviço foi lançado em 15 de julho de 2020. A disponibilidade antecipada para os clientes da Xfinity Flex começou em 15 de abril de 2020, com os clientes X1 recebendo a visualização até 1º de maio.

## Estrutura de serviço
Peacock terá duas camadas de programação, ambas suportadas por publicidade (limitada a cinco minutos por hora) por padrão: Peacock Free, que estará disponível gratuitamente para todos os usuários da Internet nos EUA, mas com uma programação reduzida; e Peacock Premium, que será incluído gratuitamente para assinantes de provedores de serviços de TV participantes, incluindo Xfinity e Cox Communications, e US$5 por mês para outros. Os assinantes do Peacock Premium, incluídos por meio de seu provedor ou pagos separadamente, podem atualizar para uma versão sem anúncios por US$5 adicionais por mês.